# École normale (Belgique)
Pour les articles homonymes, voir École normale.
 (septembre 2024).
Si vous disposez d'ouvrages ou d'articles de référence ou si vous connaissez des sites web de qualité traitant du thème abordé ici, merci de compléter l'article en donnant les références utiles à sa vérifiabilité et en les liant à la section « Notes et références ».
Avant le décret de Bologne de 2004, une école normale en Belgique faisait partie de l'enseignement supérieur pédagogique de type court (durée de la formation sans échec : trois ans). Elle dispensait un enseignement pédagogique dans le but d'attribuer à l'étudiant l'ensemble des savoirs nécessaires à une entrée dans la vie active. Sortaient donc de l'école normale des diplômés "instituteur" ou "régent" ; le titre s'appelait un graduat, les étudiants diplômés des gradués. Elles dépendaient ou du réseau libre ou du réseau officiel.
Depuis 2004, les écoles normales sont regroupées en Hautes Écoles. Une Haute École dispense également un enseignement de type court (180 crédits ECTS = 3 ans) mais aussi un enseignement de type long (240 crédits = 5 ans) dans des disciplines telles que : 
- agronomie
- arts appliqués
- économie
- paramédical
- pédagogie
- social
- technique
- traduction (et interprétation)

Le titre (graduat) qui sanctionnant la réussite a, lui aussi, été remplacé par le grade de bachelier. Le diplômé est un bachelier professionnalisant. Comme par le passé, les différents programmes de l'enseignement de type court attribuent à l'étudiant l'ensemble des savoirs nécessaires pour travailler.
En Belgique francophone, on compte en 2023 dix-neuf Hautes écoles.
Concernant l'enseignement pédagogique (ex-école normale), même si l'appellation a changé, les diplômes obtenus sont équivalents : instituteur ou/et professeur.
Un instituteur donne des leçons dans l'enseignement maternel (préscolaire) ou primaire (enseignement fondamental) ; un professeur donne cours en première année, deuxième année ou/et troisième année de l'enseignement rénové, technique ou professionnel, général ou spécialisé. En Belgique, la première année est effectivement la première du cursus, les jeunes qui suivent les cours y entrent généralement vers 12 ans grâce à un CEB (Certificat d'études de base créé en 2007 par la Communauté française de Belgique).